# Dan Langhi
Daniel Matthew "Dan" Langhi (Chicago, Illinois, 28 de noviembre de 1977) es un exjugador de baloncesto estadounidense. Con 2,11 metros de altura, jugaba en la posición de alero.

## Trayectoria deportiva

### Universidad
Jugó durante cuatro temporadas con los Commodores de la Universidad Vanderbilt, en las que promedió 12,4 puntos y 4,6 rebotes por partido. En su última temporada, tras promediar 22,1 puntos y 6,0 rebotes, fue incluido en el mejor quinteto y elegido Jugador del Año de la SEC.

### Profesional
Fue elegido en la trigésimo primera posición del Draft de la NBA de 2000 por Dallas Mavericks, pero ese mismo día fue traspasado a Houston Rockets a cambio de Eduardo Nájera y una futura segunda ronda del draft. En los Rockets jugó dos temporadas, siempre como uno de los últimos hombres del banquillo, promediando en la segunda de ellas 3,1 puntos y 2,0 rebotes por partido.
Tras convertirse en agente libre, en la temporada 2002-03 ficha por los Phoenix Suns, donde da minutos de descanso al titular Amare Stoudemire, acabando la temporada regular con 3,1 puntos y 1,5 rebotes por partido. Al año siguiente firma sendos contratos temporales con Golden State Warriors y Milwaukee Bucks, acabando la temporada en los Idaho Stampede de la CBA, donde promedia 9,7 puntos y 4,4 rebotes.
En 2004 se marcha a jugar a la liga italiana, al Snaidero Cucine Udine, donde permanece una temporada en la que promedia 10,6 puntos y 6,0 rebotes. Al año siguiente ficha por el New Yorker Phantoms de la Bundesliga, promediando 13,1 puntos y 7,1 rebotes. Tras pasar un año en Japón, las tres siguientes temporadas las pasaría en la liga de Puerto Rico, promediando en total 14,9 puntos y 8,6 rebotes, siendo incluido en 2009 en el mejor quinteto de la liga.
Tras un breve paso por el Halcones Rojos Veracruz mexicano, en 2010 ficha por el Libertad de Sunchales de la liga argentina, pero fue cortado tras once partidos, en los que apenas promedió 5,8 puntos y 3,2 rebotes.

## Estadísticas de su carrera en la NBA

### Temporada regular
| Temporada | Edad | Equipo                | Liga | P   | TIT | MIN  | TC  | TCA | %TC  | 3P  | 3PA | %3P  | TL  | TLA | %TL   | R.OF. | R.DEF. | REB | ASIS | ROB | TAP | PER | FP  | PTS |
| 2000-01   | 23   | Houston Rockets       | NBA  | 33  | 0   | 7.3  | 1.1 | 3.0 | .374 | 0.0 | 0.0 | .000 | 0.5 | 0.9 | .552  | 0.4   | 0.8    | 1.2 | 0.1  | 0.2 | 0.0 | 0.2 | 0.5 | 2.7 |
| 2001-02   | 24   | Houston Rockets       | NBA  | 34  | 8   | 12.8 | 1.4 | 3.7 | .392 | 0.0 | 0.1 | .250 | 0.2 | 0.3 | .727  | 0.6   | 1.3    | 2.0 | 0.4  | 0.2 | 0.1 | 0.3 | 0.7 | 3.1 |
| 2002-03   | 25   | Phoenix Suns          | NBA  | 60  | 0   | 9.0  | 1.4 | 3.4 | .401 | 0.2 | 0.5 | .290 | 0.2 | 0.3 | .600  | 0.3   | 1.1    | 1.5 | 0.4  | 0.3 | 0.1 | 0.3 | 1.0 | 3.1 |
| 2003-04   | 26   | TOTAL                 | NBA  | 6   | 0   | 6.2  | 0.8 | 2.3 | .357 | 0.2 | 0.3 | .500 | 0.3 | 0.3 | 1.000 | 0.0   | 0.7    | 0.7 | 0.0  | 0.0 | 0.0 | 0.3 | 1.2 | 2.2 |
| 2003-04   | 26   | Golden State Warriors | NBA  | 4   | 0   | 4.3  | 0.5 | 1.5 | .333 | 0.0 | 0.0 |      | 0.5 | 0.5 | 1.000 | 0.0   | 0.8    | 0.8 | 0.0  | 0.0 | 0.0 | 0.5 | 1.3 | 1.5 |
| 2003-04   | 26   | Milwaukee Bucks       | NBA  | 2   | 0   | 10.0 | 1.5 | 4.0 | .375 | 0.5 | 1.0 | .500 | 0.0 | 0.0 |       | 0.0   | 0.5    | 0.5 | 0.0  | 0.0 | 0.0 | 0.0 | 1.0 | 3.5 |
| Total     |      |                       | NBA  | 133 | 8   | 9.4  | 1.3 | 3.3 | .391 | 0.1 | 0.3 | .289 | 0.3 | 0.5 | .613  | 0.4   | 1.1    | 1.5 | 0.3  | 0.2 | 0.1 | 0.3 | 0.8 | 3.0 |